# 조안 테일러

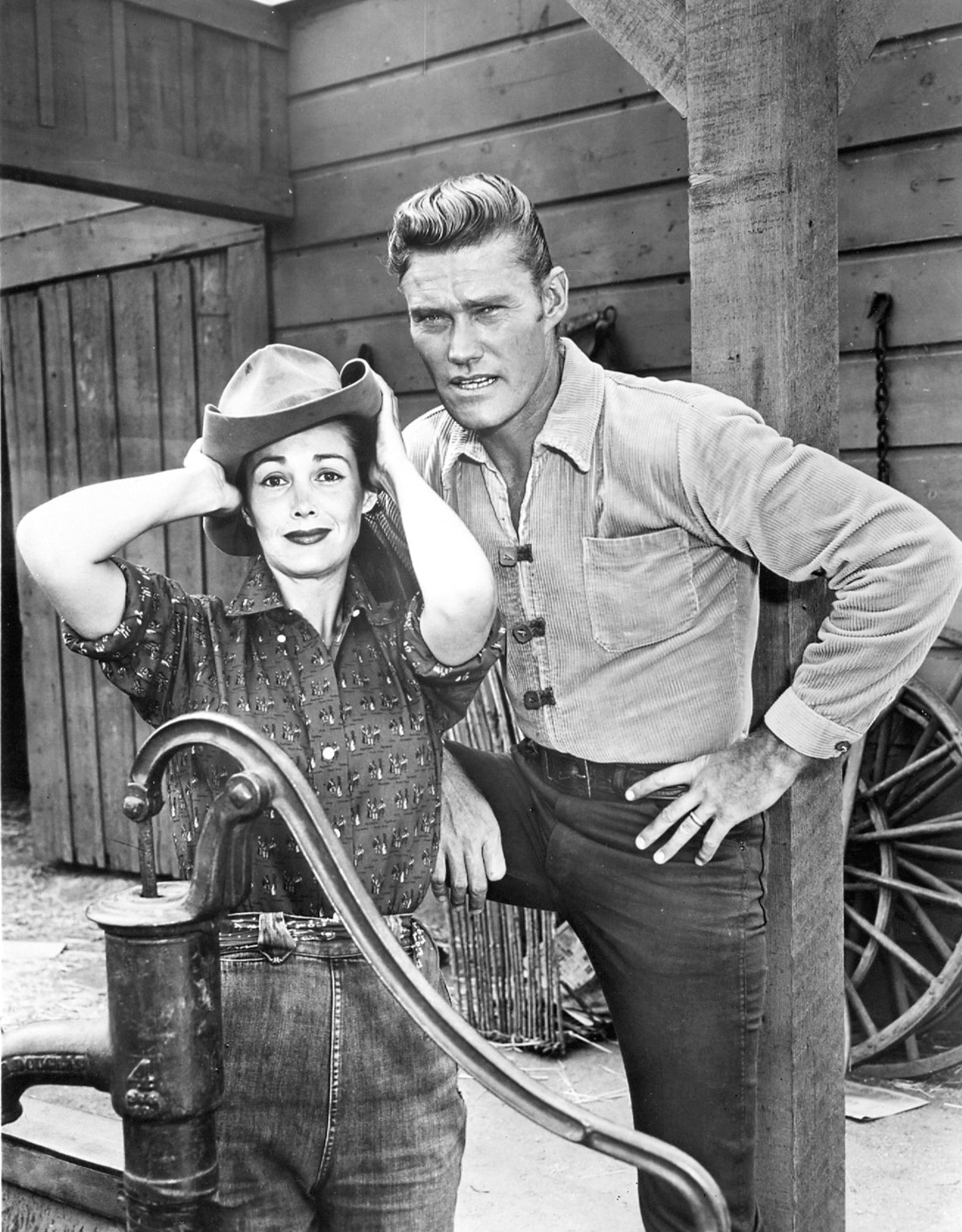

조안 테일러(Rose Marie Emma, 1929년 8월 18일 ~ 2012년 3월 4일)는 미국의 각본가, 텔레비전 배우, 영화배우이다.
샌타모니카에서 사망하였다. 사인은 질병이다.

## 영화
- 사랑은 다 괜찮아 (1997년)
- 지구에서 2천만 마일 (1957년)
- 오마르 하이얌 (1957년)
- 지구 대 비행접시 (1956년)
- 아파치 여인 (1955년)
- 로즈 마리 (1954년)